# Aldo Masciotta
Aldo Masciotta   (Casacalenda, 14 d'agost de 1909 - Torí, 24 d'abril de 1996) va ser un tirador d'esgrima italià, especialista en sabre, que va competir durant la dècada de 1930.
El 1936 va prendre part en els Jocs Olímpics d'Estiu de Berlín, on guanyà la medalla de plata en la prova de sabre per equips del programa d'esgrima.
En el seu palmarès també destaquen quatre medalles al Campionat del Món d'esgrima, una d'or i tres de plata, entre 1935 i 1938.
Va estudiar a la Universitat de Florència i Nàpols on es va graduar com a cirurgià, especialitzat en obstetrícia i ginecologia, que va exercir a Torí. Durant la Segona Guerra Mundial va exercir d'oficial mèdic al front franco-italià, on va guanyar una medalla de bronze al valor militar.